# Linia 2 metra w Brukseli
Linia 2 metra w Brukseli – jedna z czterech linii metra w Brukseli.

## Trasa
Na linii znajdują się następujące stacje:
1. Simonis
2. Osseghem/Ossegem
3. Beekkant
4. Gare de l'Ouest/Weststation
5. Delacroix
6. Clemenceau
7. Zuidstation/Gare du Midi
8. Porte de Hal/Hallepoort
9. Munthof/Hôtel des Monnaies
10. Louise/Louiza
11. Naamsepoort/Porte de Namur
12. Trône/Troon
13. Arts-Loi/Kunst-Wet
14. Madou
15. Botanique/Kruidtuin
16. Rogier
17. Yser/IJzer
18. Ribaucourt
19. Elisabeth (Simonis)